# アンデスオオカミ
アンデスオオカミ（Dusicyon hagenbecki）は、イヌ科クルペオギツネ属に分類される食肉類。別名ハーゲンベックオオカミ。

## 形態
体長140cm。尾長56cm。体高82cm。頸部の体毛は伸長し鬣状になる。暗褐色の長い体毛と、淡灰色の短い体毛で被われる。
四肢はやや長い。

## 分類
頭骨とアンデス山脈産とされる毛皮から記載されたが、生体の発見例はない。毛皮の調査からシェパードに近いイヌとする説もあるが、毛皮が取引された1927年においてアンデス山脈でイヌが野生化した可能性は低いとされる。

## 人間との関係
種小名hagenbeckiは本種の毛皮を所有していたLorenz Hagenbeckへの献名。記載者のKrumbiegelは彼自身の所有していた正体不明のイヌ科動物の頭骨とこの毛皮を同一の種のものと推測し記載したが、その頭骨は第二次世界大戦で失われたとしており、これもあって本種の実在は疑問符が付くものとなっている。